# Barnavállú csiröge
A barnavállú csiröge (Agelaius humeralis)  a madarak osztályába, a verébalkatúak rendjébe és a csirögefélék családjába tartozó faj.
Magyar neve forrással nincs megerősítve.

## Rendszerezése
A fajt Nicholas Aylward Vigors francia ornitológus írta le 1827-ben, a Leistes nembe Leistes humeralis néven.

## Alfajai
- Agelaius humeralis humeralis (Vigors, 1827) - Kuba szigetén él, előfordul továbbá Haiti északnyugati részén is
- Agelaius humeralis scopulus Garrido, 1970[2] - a Cayo Cantiles szigeten él (Kuba délnyugati részén, a Juventud-sziget-től keletre)

## Előfordulása
Haiti és Kuba területén honos. Mint kóborló eljut az Amerikai Egyesült Államokba és a Dominikai Köztársaságba is. A természetes élőhelye erdők, száraz cserjések, valamint szántóföldek és legelők. Állandó, nem vonuló faj.

## Megjelenése
Testhossza 19–22 centiméter, a hím átlagos testtömege 38,3 gramm, a tojóé 34,5 gramm.

## Életmódja
Ízeltlábúakkal, kisebb gyíkokkal, magvakkal, gyümölcsökkel és nektárral táplálkozik.

## Természetvédelmi helyzete
Az elterjedési területe nagy, egyedszáma pedig stabil. A Természetvédelmi Világszövetség Vörös listáján nem fenyegetett fajként szerepel.